# Broch

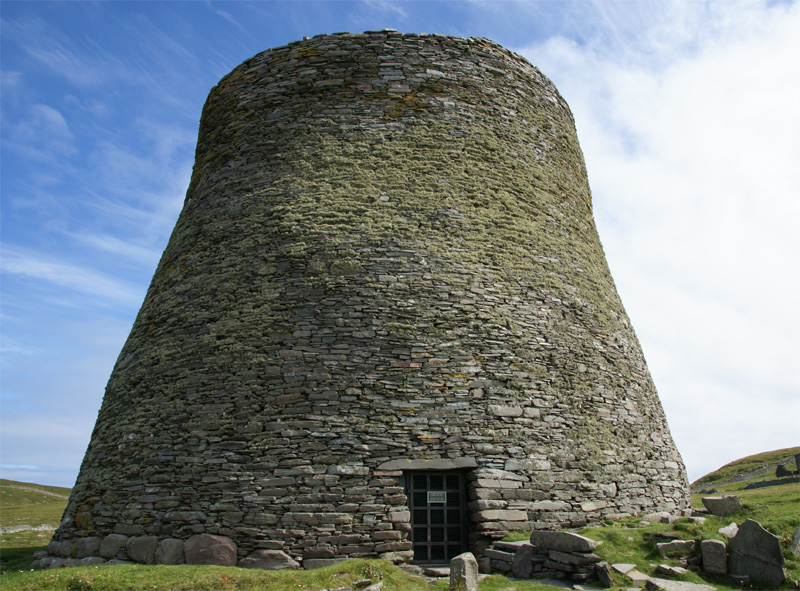
Zachovalý broch na ostrově Mousa v Shetlandech

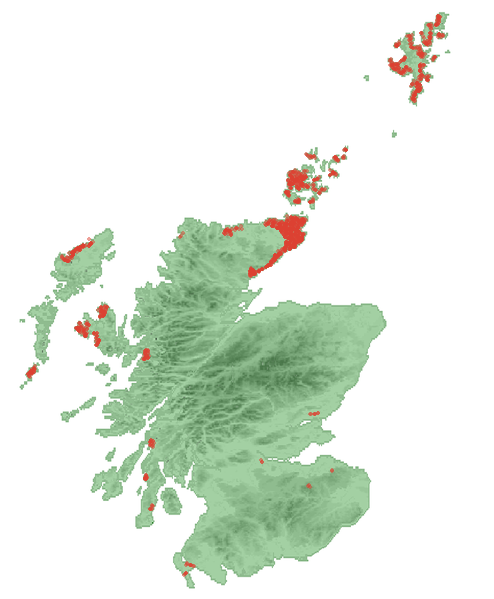
Výskyt brochů přibližně na mapě Skotska

Broch je druh válcovitých kamenných staveb bez použití malty z doby železné, které se nachází ve Skotsku, zejména v hrabství Caithness, ale také na Hebridách, Shetlandech či Orknejích. Jejich účel není plně objasněn a dříve prosazovaná teorie, že se jednalo funkčně o předchůdce pozdějších hradů, je dnes zpochybňována.[zdroj?]

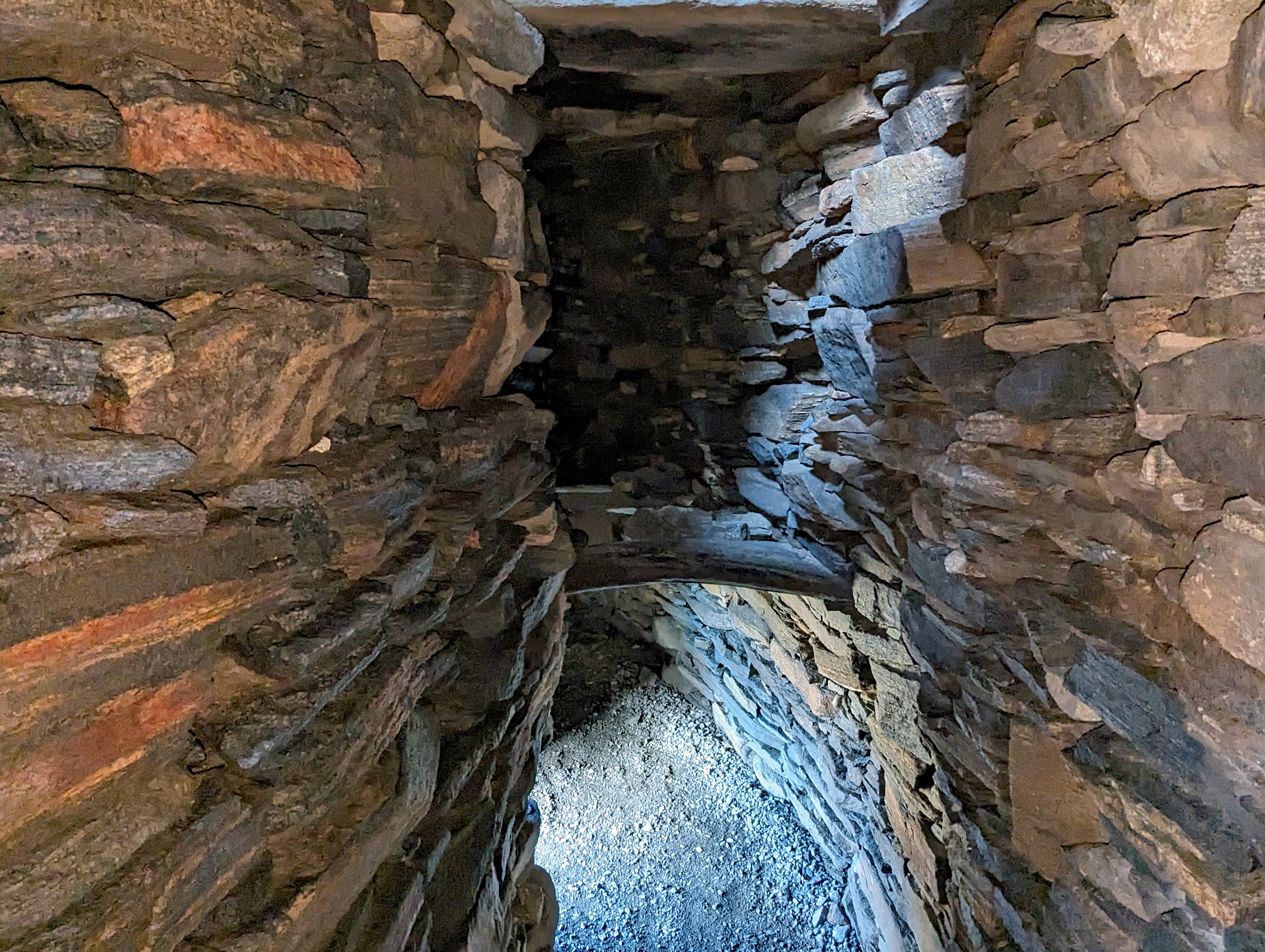
Skladba suchého zdiva brochu Dun Carloway na ostrově Lewis, Vnější Hebridy